# Debissonia pravacauda
Debissonia pravacauda is een mosselkreeftjessoort uit de familie van de Cytheralisonidae. De wetenschappelijke naam van de soort is voor het eerst geldig gepubliceerd in 1952 door Hornibrook.